# Crocidura lusitania
Crocidura lusitania är en däggdjursart som beskrevs av Guy Dollman 1915. Crocidura lusitania ingår i släktet Crocidura och familjen näbbmöss. IUCN kategoriserar arten globalt som livskraftig. Inga underarter finns listade i Catalogue of Life.
Denna näbbmus förekommer med en större population i Sahelzonen i västra Afrika. Mindre avskilda populationer finns i Marocko och Etiopien. Arten lever i savanner, stäpper och halvöknar.
Arten når en kroppslängd (huvud och bål) av 45 till 68 mm, en svanslängd av 29 till 37 mm och en vikt av 3 till 5 g. Den har 9 till 10 mm långa bakfötter och 5 till 8 mm långa öron (mått från två exemplar). Den korta pälsen på ovansidan har en kanelbrun färg och undersidan är täckt av ljusgrå till vit päls. På huvudet är pälsen mer gråaktig. Även svansen är uppdelad i en grå ovansida och en vitaktig undersida. Dessutom är läpparna, hakan, strupen och fötterna vita.
Crocidura lusitania jagas av tornugglan.